# Eden Sharav
Eden Sharav (n. 30 aprilie 1992, Mishmar Ayalon⁠(d), Districtul Central, Israel) este un jucător israelian de snooker.  
În februarie 2019, ocupa cea mai bună poziție a carierei (locul 69 mondial). Sharav a disputat semifinala Openului Irlandei de Nord din anul 2018. Are victorii la foștii campioni mondiali Stuart Bingham și Peter Ebdon.
Se antrenează în Scoția, dar reprezintă Israelul din 2018. 

## Viață personală
Tatăl său este israelian.